# جون غالاغير (لاعب هوكي الجليد)
جون غالاغير هو لاعب هوكي الجليد كندي، ولد في 19 يناير 1909 في كينورا في كندا، وتوفي في 16 سبتمبر 1981.

## وصلات خارجية
- جون غالاغير على موقع دوري الهوكي الوطني (الإنجليزية)
- جون غالاغير على موقع EliteProspects.com (الإنجليزية)
- جون غالاغير على موقع HockeyDB.com (الإنجليزية)
- جون غالاغير على موقع Hockey-Reference.com (الإنجليزية)